# Roy Krishna
Roy Krishna (* 30. August 1987 in Labasa) ist ein fidschianischer Fußballspieler. Er ist seit 2023 beim indischen Erstligisten Odisha FC  aktiv. Zudem spielte er 13 Jahre in der fidschianischen Fußballnationalmannschaft. Er gilt als einer der besten Fußballspieler Fidschis und Ozeaniens.

## Karriere

### Vereine
Seine Karriere begann Krishna beim fidschianischen Verein Labasa FC aus der gleichnamigen Provinz. Im Januar 2008 wechselte er nach Neuseeland, wo er für Waitakere United aus Waitakere City drei Punktspiele absolvierte. Im Mai 2008 absolvierte er zwei Wochen lang ein Probetraining bei Wellington Phoenix. Anschließend kehrte er nach Waitakere zurück. Außerdem absolvierte er Probetrainings beim englischen Verein Leeds United und dem niederländischen Klub PSV Eindhoven. Ein anschließender Wechsel kam allerdings nicht zustande.
Im Januar 2014 wechselte er ablösefrei zu Wellington Phoenix in die australische A-League.
Zur Saison 2019/20 wechselte er zu ATK in die Indian Super League, mit denen er im März die Meisterschaft gewann. Dabei erzielte er in 21 Spielen 15 Tore und wurde damit in das Team of the Tournament der Liga gewählt.

### Nationalmannschaft
Für die fidschianische Fußballnationalmannschaft ist Krishna seit 2007 aktiv. Im Spiel gegen Tuvalu im Rahmen der Qualifikation zu Weltmeisterschaft 2010 am 25. August 2007 erzielte er drei Tore. Mit der Olympiaauswahl qualifizierte er sich für das vom 3. bis 20. August 2016 in Rio de Janeiro stattfindende olympische Fußballturnier. In den zwei Gruppenspielen gegen Südkorea und Mexiko kam er zum Einsatz und erzielte am 7. August bei der 1:5-Niederlage gegen Mexiko mit dem Treffer zum 1:0 in der 10. Minute sein erstes Turniertor.

## Erfolge
- Fidschianischer Meister: 2007
- Neuseeländischer Meister: 2008, 2010, 2011, 2012, 2013, 2014
- Neuseeländischer Pokalsieger: 2008, 2009, 2011, 2013, 2014
- ASB-Charity-Cup-Sieger: 2013, 2014
- Neuseeländischer Torschützenkönig: 2013
- Torschützenkönig der A-League: 2019
- Bester Spieler der A-League: 2019
- Indischer Meister: 2020
- Torschützenkönig bei der Ozeanienmeisterschaft 2024